# Джиралья
Джиралья (фр. Giraglia) — остров в Средиземном море, расположен на северо-востоке от Корсики, в одной миле от деревни Баркаджо.

## География

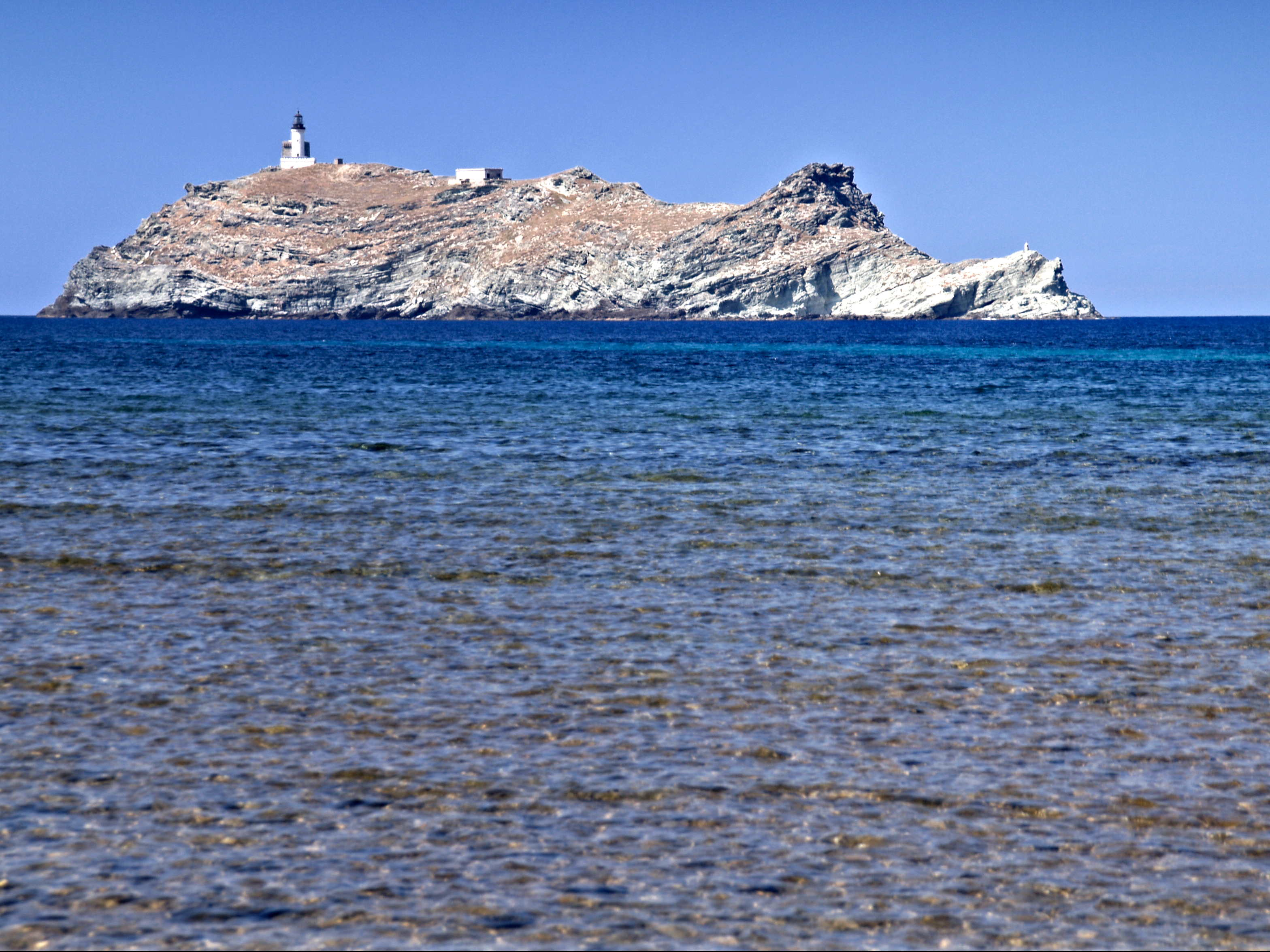
Вид на остров Джиралья

Остров Джиралья расположен в одной морской миле к северу от побережья Корсики. Он сложен из зелёных и чёрных сланцев, наивысшая точка - 66 метров над уровнем Лигурийского моря (если не считать маяка высотой 85.2 м).
Морское дно вокруг острова почти плоское, около двадцати метров в глубину и покрыто зарослями посидонии. Во время штормов вырванные листья посидонии выбрасывает на побережье, в том числе на красивый пляж Кала на востоке от деревни Баркаджо.
Раньше остров и его окрестности были местом добычи кораллов, а в настоящее время на острове сохраняется редкая экосистема, включённая в европейский проект по защите природы Natura 2000.

## История
Джиралья имеет стратегически важное морское и военное положение в Средиземном море. Находясь у самой северной оконечности Корсики, остров даёт возможность контролировать движение судов, следующих по Лигурийскому морю и в Генуэзский залив.
Ныне остров необитаем, однако осваивался в течение многих столетий. Напоминанием о том, что когда-то остров был обитаем, служат руины часовни Сан-Паскуале и оратории Санта-Мария и квадратная "генуэзская башня", построенная в 1585 году.
В XXIII века британский флот занимал Джиралью, обеспечивая морские связи между Корсикой и Прованс, а Наполеон Бонапарт оборудовал на острове береговую батарею.
В 1839 году на острове был возведён маяк.
В 1988 году между Корсикой и Джиральей археолог Мишель Олива обнаружил крупное римское торговое судно, ставшее предметом исследований в 1994-1999 годах.

## Постройки

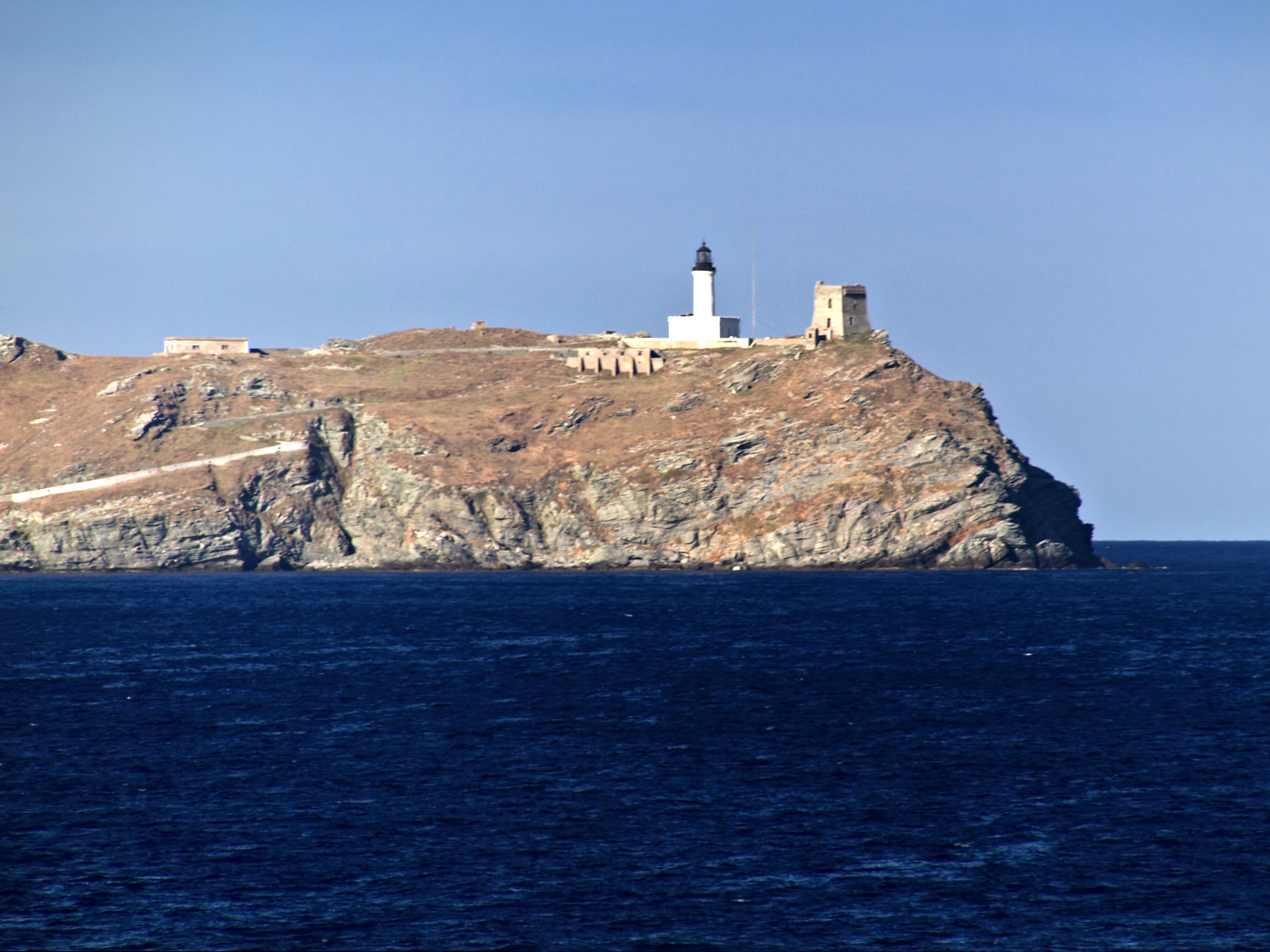
Маяк и генуэзская башня

### Генуэзская башня
Генуэзская башня была построена на острове в XVI веке. Башня Джиралья входила в цепь прибрежных башен, построенных Генуей для защиты Корсики от пиратов. Решение о строительстве было принято в 1582 году по инициативе местного землевладельца дона Кристофаро Тальякарне и генуэзского губернатора Корсики Стефано Пассано и с согласия населения. 6 октября 1583 года было подписано соглашение о строительстве.
Работы начались под руководством архитектора Доменико Пело. Однако технические проблемы, связанные с особенностями рельефа острова, затягивали стройку. В письме от 29 июля 1584 года дон Тальякарне сообщал новому губернатору, Каттанео Марини, что трудности с доставкой на остров продовольствия и оборудования из Бастии требуют выделения дополнительного времени на постройку.
Несмотря на проблемы с поставками, второй свод башни был завершён 16 ноября 1584 года, и башня была практически завершена к 10 декабря того же года. Дон Тальякарне послал уведомление о завершении работ губернатору в конце декабря 1584 года, указав, что вложил в строительство 9311 лир личных денег, которые в итоге были ему выплачены из казначейства. Расходы на строительство должен был компенсировать вводимый якорный сбор для кораблей, проходивших мимо острова.
Башня представляет собой здание квадратной планировки, хорошо сохранившееся до наших дней. Три этажа увенчаны террасой, окружённой зубцами, и бартизаном (сторожевой башней).
В XVI-XVIII веках гарнизон башни состоял из начальника, трёх солдат, включая по крайней мере одного бомбардира, и человека, ответственного за снабжение и транспортировку людей и грузов на лодке через пролив.

### Маяк

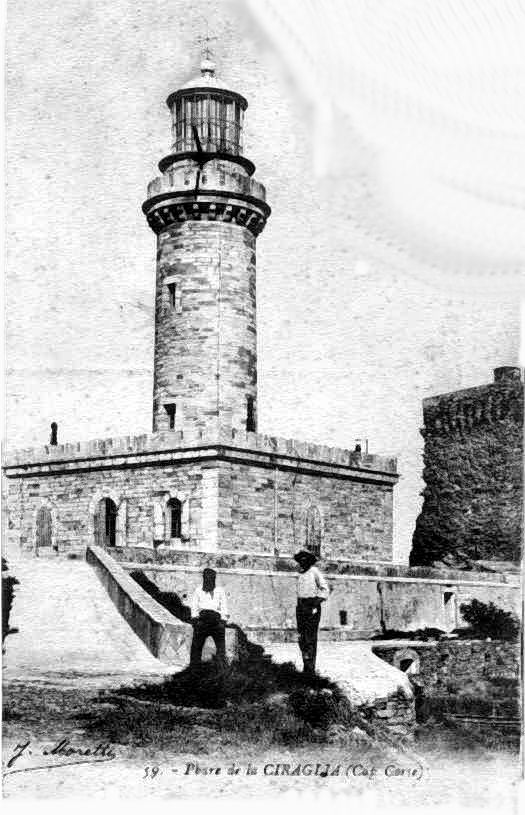
Маяк Джиральи

Маяк был введён в эксплуатацию в 1848 году и исправно работал в течение столетия. В 1948 году архаичный механизм был заменён на современный, обеспечивающий видимость маяка в пределах 100 км. В течение нескольких десятилетий на маяке работали смотрители из Департамента маяков, однако в настоящее время он полностью автоматизирован.

## Спорт

### Регата
В 1953 году по инициативе Рене Левенвиля (главы Национального союза регат) и Беппе Кроче (президента яхт-клуба Yacht Club Italiano) была учреждена регата Giraglia Rolex Cup. Эта гонка на сегодняшний день является старейшей из проводимых и была создана с целью укрепления связей между Францией и Италией после Второй мировой войны.
В настоящее время маршрут регаты проходит из порта Сен-Тропе, мимо острова Леван и до острова Джиралья, а оттуда - в Геную (всего 243 миль). Рекорд регаты был установлен в 2003 году новозеландской яхтой и составил 22 ч 13 мин 48 с.

### Ралли
С 1971 года на полуострове Кап-Корс проводится автопробег "Круг Джиральи".